# Dicranota (Paradicranota) subflammatra
Dicranota (Paradicranota) subflammatra is een tweevleugelige uit de familie Pediciidae. De soort komt voor in het Palearctisch gebied.